# Surfin' USA
Surfin' USA je druhé studiové album americké hudební skupiny The Beach Boys, vydané v březnu 1963 u vydavatelství Capitol Records. Jeho producentem byl Nick Venet.
Nahrávání většiny nahrávek započalo v prvním týdnu roku 1963, tři měsíce po vydání alba Surfin' Safari. Stejně jako v případě debutového alba byl jako producent uveden Nick Venet, ačkoliv se Brian Wilson z velké části podílel na kompozici většiny nahrávek na albu.

## Pozadí
V roce 1990 se Brian Wilson zpětně vyjádřil k albu Surfin' U.S.A. v poznámkách uvedených na prvním CD vydání tohoto alba:
| „              | Když jsem se dostal k albu SURFIN' USA, měl jsem více zkušeností s produkcí. Album SURFIN' SAFARI pro mě bylo tréninkem. ... Na tomto albu se předvedly naše hlasy. Byly jsme jen děcka, ale naše řemeslo jsme brali vážně. Smyslem bylo, že když dostanete šanci, tak ze sebe vydáte to nejlepší. ... Myslím, že jsem byl pro kluky dobrým koučem. Nelíbily se mi podřadné vokály. Podle mě to bylo buď to nejlepší, nebo nic. Kluci na to navázali. Dobře jsme si rozuměli a já jsem je vedl. Ve studiu jsme s tím byli hotovi poměrně rychle. ... Na tomto albu jsme zrychlili tempo: jakoby přirozeně atletické. To proto, že se píseň „Surfin' USA“ v rádiu stala tak obrovským hitem. Znamenalo to pro nás opravdu hodně. | “ |
| — Brian Wilson | |   |

## Seznam skladeb
| Strana 1 | Strana 1          | Strana 1                                         | Strana 1       | Strana 1 |
| Pořadí   | Název             | Autor                                            | Vedoucí vokály | Délka    |
| -------- | ----------------- | ------------------------------------------------ | -------------- | -------- |
| 1.       | Surfin' USA       | Brian Wilson/Chuck Berry                         | Mike Love      | 2:27     |
| 2.       | Farmer's Daughter | B. Wilson/Love                                   | B. Wilson      | 1:49     |
| 3.       | Misirlou          | Nick Roubanis/Fred Wise/Milton Leeds/Bob Russell | instrumentální | 2:03     |
| 4.       | Stoked            | B. Wilson                                        | instrumentální | 1:59     |
| 5.       | Lonely Sea        | B. Wilson/Gary Usher                             | B. Wilson      | 2:21     |
| 6.       | Shutdown          | B. Wilson/Roger Christian                        | Love           | 1:49     |

| Strana 2 | Strana 2          | Strana 2                                              | Strana 2       | Strana 2 |
| Pořadí   | Název             | Autor                                                 | Vedoucí vokály | Délka    |
| -------- | ----------------- | ----------------------------------------------------- | -------------- | -------- |
| 1.       | Noble Surfer      | B. Wilson/Love                                        | Love           | 1:51     |
| 2.       | Honky Tonk        | Bill Doggett/Shep Sheperd/Clifford Scott/Billy Butler | instrumentální | 2:01     |
| 3.       | Lana              | B. Wilson                                             | B. Wilson      | 1:39     |
| 4.       | Surf Jam          | Carl Wilson                                           | instrumentální | 2:10     |
| 5.       | Let's Go Trippin' | Dick Dale                                             | instrumentální | 1:57     |
| 6.       | Finders Keepers   | B. Wilson/Love                                        | Love           | 1:38     |

## Obsazení
- Mike Love – zpěv, saxofon
- David Marks – rytmická kytara, zpěv
- Brian Wilson – baskytara, klávesy, zpěv
- Carl Wilson – sólová kytara, zpěv
- Dennis Wilson – bicí, zpěv